# SSD Città di Campobasso
Campobasso Football Club ist ein italienischer Fußballverein aus Campobasso. Der Verein wurde 1919 gegründet und trägt seine Heimspiele im Stadio Nuovo Romagnoli aus, das Platz bietet für 25.000 Zuschauer. Campobasso spielte bisher fünf Jahre in der Serie B und ist derzeit in der Serie C, der dritthöchsten Spielklasse in Italien, zu finden.

## Geschichte
Der Verein Società Sportiva Dilettantistica Città di Campobasso wurde im Jahre 1919 in Campobasso, einer Stadt mit heutzutage ungefähr 50.000 Einwohnern und Hauptstadt der gleichnamigen Provinz in der italienischen Region Molise, gegründet. Zunächst trug der Verein den Namen US Campobasso, im Laufe der Jahre erfolgten zahlreiche Namenswechsel und Neugründungen. So wurde der größte Verein in Campobasso in den Jahren 1948, 1990, 1996, 2003 und 2013 neu gegründet, vorangegangen waren jeweils erhebliche finanzielle Probleme, die zur kurzfristigen Auflösung des Klubs geführt hatten. Als Stadion dient dem SSD Campobasso seit 1985 das Stadio Nuovo Romagnoli mit einer Kapazität von 25.000 Zuschauerplätzen. Entworfen vom großen Stadionarchitekten und langjährigen Präsidenten des Vereins Ascoli Calcio, Costantino Rozzi, fiel die Erbauung dieser doch relativ großen Arena gerade in die Hochzeit des damaligen Campobasso Calcio. Zwei Jahre nach Eröffnung stieg der Verein aus der Serie B ab und bis heute nie wieder auf. Mit dem Stadionprojekt stürzte sich Campobasso auch nah an den finanziellen Abgrund heran, 1990 erfolgte die zweite Neugründung der Vereinsgeschichte. Mittlerweile ist das Stadion nahezu überhaupt nicht ausgelastet und für Spiele der viertklassigen Serie D auch schlichtweg viel zu groß.

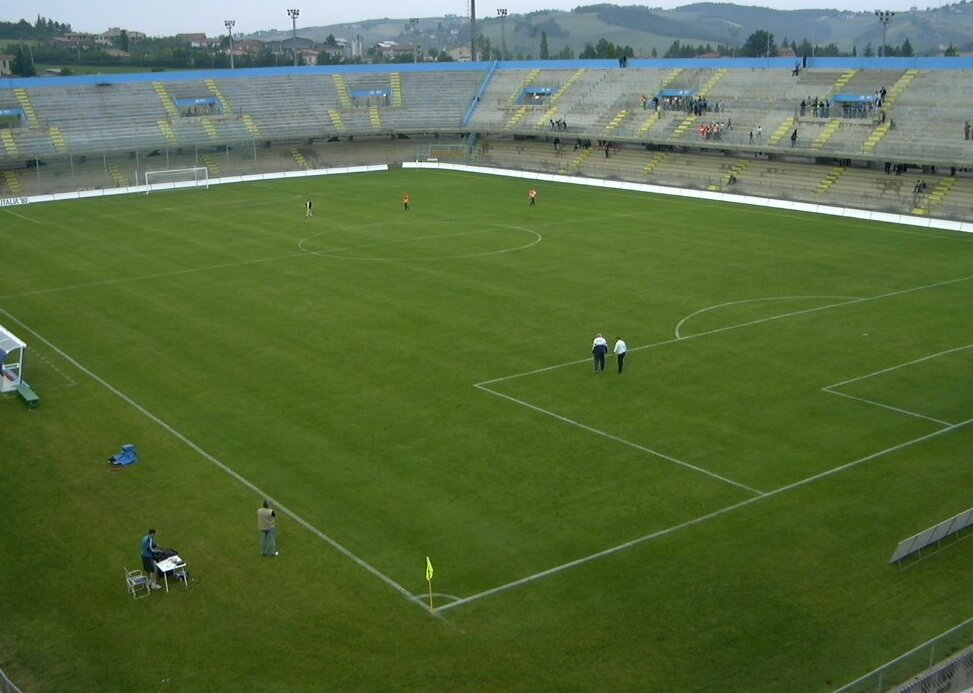
Die Heimstätte des Vereins, das Stadio Nuovo Romagnoli

 Die ersten Jahre seines Bestehens verbrachte die US Campobasso in unteren Spielklassen des italienischen Fußballs. 1959 gelang der erstmalige Sprung in die Serie D, wo man elf Jahre verblieb, ehe man wieder in die Promozione abstieg. 1972 in die Serie D zurückgekehrt, stieg Campobasso nur drei Jahre später erstmals in die Serie C auf und konnte sich dort in der Folge auch etablieren. Mit der Unterteilung der Serie C in Serie C1 und Serie C2 zur Saison 1978/79 qualifizierte sich Campobasso Calcio für die Serie C1, also für die dritthöchste Spielklasse. Und auch dort wusste sich die Mannschaft schnell zu verbessern und schaffte in der Drittligasaison 1981/82 den zweiten Platz in der Girone B einzig hinter dem AC Arezzo und stieg zum ersten Mal in der Vereinsgeschichte in die Serie B auf. Unter Trainer Antonio Pasinato, von 1981 bis 1984 im Verein unter Vertrag, gelang als Aufsteiger mit Platz Dreizehnter relativ sicher der Klassenerhalt. Damit begannen die Jahre, in denen man in Campobasso deutlich über den eigenen Verhältnissen lebte, wofür der Bau des Stadio Nuovo Romagnoli nur ein Beispiel ist. In der Saison 1983/84 belegte man einen starken siebten Rang in der Serie B, was die beste Platzierung überhaupt von Campobasso in der zweiten Liga ist. Danach trat Pasinato als Trainer der Mannschaft zurück und wurde neuer Coach bei Brescia Calcio, sein Nachfolger auf der Trainerbank von Campobasso Calcio wurde Giancarlo Cadè. Unter dessen und Bruno Mazzias Ägide beendete der Klub die Serie B 1984/85 auf einem Mittelfeldrang, was im Jahr darauf wiederholt werden konnte. 1987 war es dann jedoch so weit, das noch vor wenigen Jahren so ambitionierte Campobasso Calcio verschwand als Siebzehnter der Serie B nur aufgrund des schlechteren Tordifferenz gegenüber Taranto Calcio sowie Lazio Rom wieder aus der Zweitklassigkeit. 
Von diesem Abstieg erholte sich Campobasso Calcio nie wieder richtig. 1990 war der nun viertklassige Klub insolvent und wurde als FC Campobasso neu gegründet. Nur sechs Jahre später wiederholte sich gleiches Spiel, der Klub hieß ab 1996 AC Campobasso. Nach zwischenzeitlicher Rückkehr in die Serie C2 folgte 2003 die dritte Insolvenz innerhalb von dreizehn Jahren, man startete als Polisportiva Nuovo Campobasso Calcio wiederum in der Eccellenza Molise neu. Danach stabilisierte sich der finanziell arg knapp Verein so langsam und schaffte mit der Zeit erneut die Rückkehr in die mittlerweile als Lega Pro Seconda Divisione laufende vierte Liga. Dort spielend ereilte Campobasso 2013 die fünfte Pleite der Vereinsgeschichte, die wieder in einer Neugründung und Neustart in der Eccellenza endete. Als US Campobasso 1919 gelang sogleich die Rückkehr in die Serie D, woraufhin sich der Verein in SSD Città di Campobasso umbenannte. Unter diesem Namen startete Campobasso 2014/15 in der Serie D.

## Erfolge
- Aufstieg in die Serie B: 1× (1981/82)

- Serie D: 1× (1974/75)

- Coppa Italia Dilettanti: 1× (2013/14)

## Bekannte Trainer
- Antonio Angelillo
- Tord Grip